# Teatro de ópera y ballet de Tiflis
El Teatro Zakharia Paliashvili de ópera y ballet de Tiflis (en georgiano: თბილისის ოპერისა და ბალეტის თეატრი) está situado en la avenida Rustaveli, en el centro de Tiflis (Tbilisi), Georgia. Es el más antiguo teatro de ópera en el país. La ópera de Tiflis ha recibido a estrellas de la ópera como Montserrat Caballé y José Carreras, y ha presentado numerosos espectáculos de ballet. La fundación del estado de Teatro Académico de Ópera y Ballet fue la consecuencia de los procesos políticos y culturales en el país después de su anexión al Imperio ruso.